# Copa Argentina
Die Copa Argentina ist der nationale Fußballpokalwettbewerb für Vereinsmannschaften in Argentinien. Er wird von der Asociación del Fútbol Argentino (AFA) organisiert. Sein Gewinner qualifiziert sich zur Teilnahme an der CONMEBOL Copa Libertadores der folgenden Saison.

## Geschichte
| Jahr                                            | Sieger der Copa Argentina                     |
| ----------------------------------------------- | --------------------------------------------- |
| 1969                                            | Boca Juniors                                  |
| colspan="2" 1970–2011 Turnier nicht ausgetragen |                                               |
| 2011/12                                         | Boca Juniors                                  |
| 2012/13                                         | Arsenal de Sarandí                            |
| 2013/14                                         | CA Huracán                                    |
| 2014/15                                         | Boca Juniors                                  |
| 2015/16                                         | River Plate                                   |
| 2016/17                                         | River Plate                                   |
| 2017/18                                         | Rosario Central                               |
| 2018/19                                         | River Plate                                   |
| 2019/20                                         | Boca Juniors                                  |
| 2020/21                                         | wegen der COVID-19-Pandemie nicht ausgetragen |
| 2021/22                                         | CA Patronato                                  |
| 2023                                            | Estudiantes de La Plata                       |
| 2024                                            | CA Central Córdoba                            |

Für das Jahr 1970 hatte der südamerikanische Fußballverband CONMEBOL einen neuen kontinentalen Pokalwettbewerb ins Leben gerufen, die Copa Ganadores de Copa, der als Äquivalent zum Europapokal der Pokalsieger der UEFA etabliert werden sollte. Zur Ermittlung des argentinischen Vertreters hat die AFA für 1969 den ersten argentinischen Pokal ausgespielt. Weil sein Gewinner, der Boca Juniors, im selben Jahr auch die nationale Meisterschaft gewonnen und sich somit für die Copa Libertadores qualifiziert hat, ist statt seiner der unterlegene Pokalfinalist Club Atlético Atlanta in der Copa Ganadores de Copa angetreten.
Auch in der Saison 1970 ist der argentinische Pokalwettbewerb gespielt worden, in dem der CA San Lorenzo de Almagro und der CA Vélez Sársfield das Finale erreichen konnten. Dies ist allerdings nicht mehr gespielt worden, nachdem die Einstellung der Copa Ganadores de Copa durch den CONMEBOL bekanntgegeben worden ist.
Erst für die Saison 2011/12 ist der Pokalwettbewerb von der AFA reaktiviert wurden. An ihm nehmen mehr als 130 Vereine aus den sieben oberen Spielklassen des argentinischen Fußballs teil. Sein Gewinner qualifiziert sich nun für den Argentinischen Superpokal und die „südamerikanische Champions League“, die CONMEBOL Copa Libertadores.

## Statistik
| Verein                      | Titel | Finalt. |
| --------------------------- | ----- | ------- |
| Boca Juniors                | 4     | /       |
| River Plate                 | 3     | /       |
| Rosario Central             | 1     | 3       |
| CA Central Córdoba          | 1     | 1       |
| Arsenal de Sarandí          | 1     | /       |
| CA Huracán                  | 1     | /       |
| CA Patronato                | 1     | /       |
| Estudiantes de La Plata     | 1     | /       |
| CA Talleres                 | /     | 2       |
| CA Atlanta                  | /     | 1       |
| Club Atlético Tucumán       | /     | 1       |
| Gimnasia y Esgrima La Plata | /     | 1       |
| Racing Club de Avellaneda   | /     | 1       |
| CA San Lorenzo de Almagro   | /     | 1       |
| CSD Defensa y Justicia      | /     | 1       |